# Parafia Ouachita
Parafia Ouachita (ang. Ouachita Parish) – parafia cywilna w stanie Luizjana w Stanach Zjednoczonych. Obszar całkowity parafii obejmuje powierzchnię 631,75 mil2 (1 636,23 km²). Według danych z 2010 r. parafia miała 153 720 mieszkańców. Parafia powstała w 1807 roku, a jej nazwa pochodzi od indiańskiego plemienia Ouachita, wchodzących w skład konfederacji Kaddo.

## Sąsiednie parafie
- Parafia Union (północ)
- Parafia Morehouse (północny wschód)
- Parafia Richland (wschód)
- Parafia Caldwell (południe)
- Parafia Jackson (południowy zachód)
- Parafia Lincoln (zachód)

## Miasta
- Monroe
- Richwood
- Sterlington
- West Monroe

## CDP
- Bawcomville
- Brownsville
- Calhoun
- Claiborne
- Lakeshore
- Swartz